# Classic 21
Classic 21是比利时法语公共传媒RTBF旗下的一套广播电台，开播于2004年4月1日。该电台主要播放上世纪70到90年代的流行音乐和摇滚音乐，是比利时法语区唯一一家摇滚乐电台。目前Classic 21通过调频、DAB数字广播和互联网全天24小时播出，信号覆盖比利时及其周边国家。根据2016年的调查，Classic 21在比利时法语地区的市占率为9%。